# Cornet nasal supérieur
Le cornet nasal supérieur un des cornets nasaux rattaché à l'os ethmoïde. C'est une lame osseuse recourbée sur elle-même implantée sur surface médiale des masses latérales de l'os ethmoïde.
Il est situé au dessus et en arrière de la moitié postérieure du cornet nasal moyen.
C'est la limite médiale du méat nasal supérieur.

## Galerie

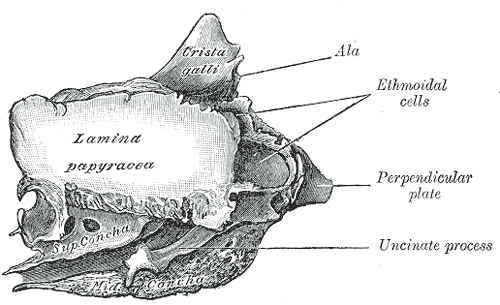
Os ethmoïde du côté droit.
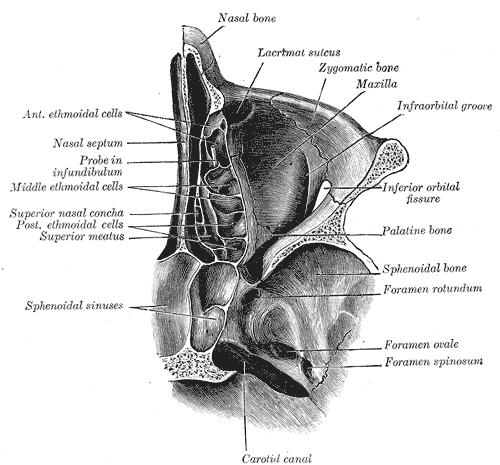
Coupe horizontale des cavités nasales et orbitales.
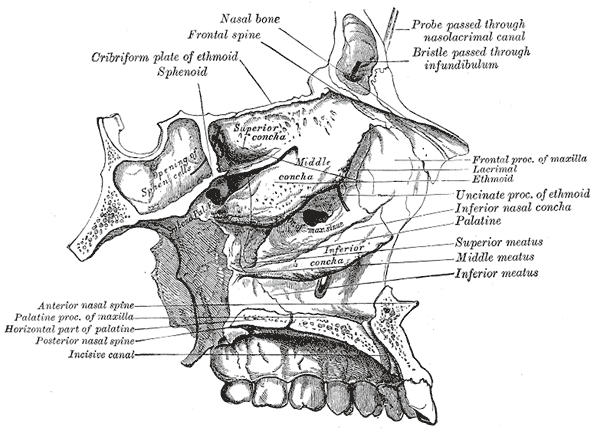
Toit, plancher et paroi latérale de la cavité nasale gauche.
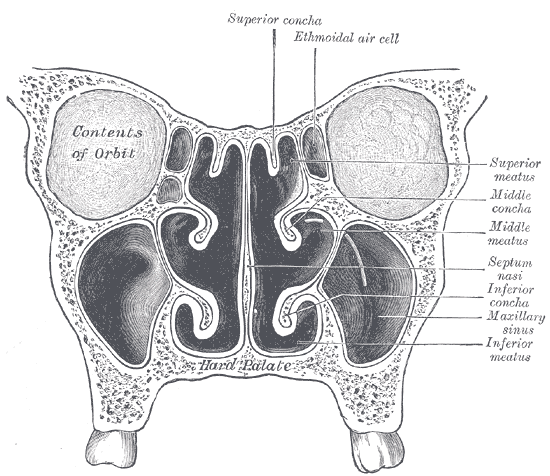
Coupe coronale des fosses nasales.
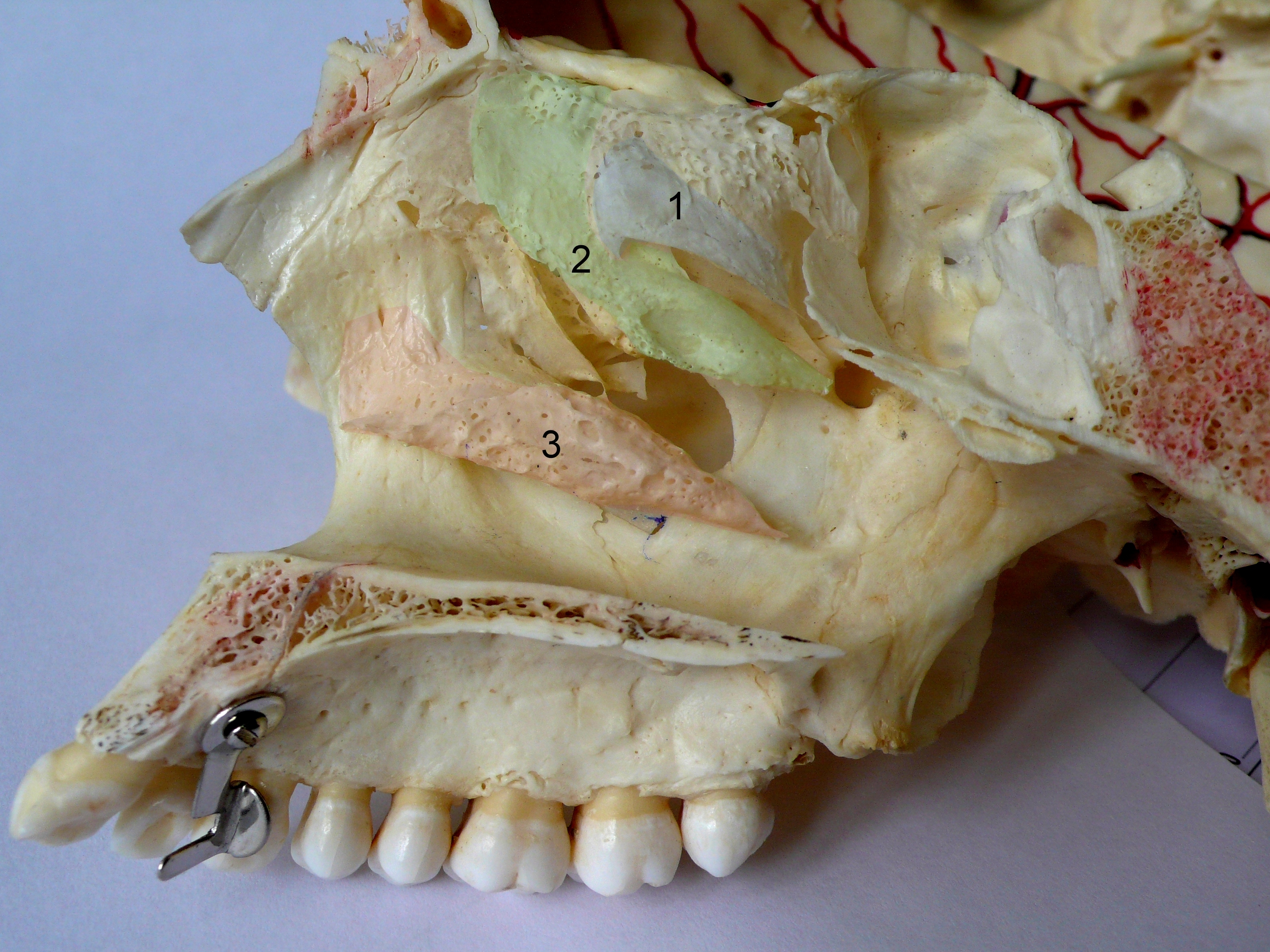
Les cornets nasaux.